# Ivan & Delfin
Ivan & Delfin sono stati un gruppo musicale polacco attivo dal 2002 al 2007 formato da Ivan Komarenko, Łukasz Lazer e Wojciech Olszewski.
Hanno rappresentato la Polonia all'Eurovision Song Contest 2005 con il brano Czarna dziewczyna.

## Carriera
Gli Ivan & Delfin si sono formati a Varsavia, dove hanno iniziato ad esibirsi con cover prima di decidere di registrare inediti. Il loro album di debutto eponimo è uscito nel 2004 in seguito al successo del singolo Jej czarne oczy. L'album ha raggiunto la 19ª posizione nella classifica polacca-
L'anno successivo TVP li ha selezionati internamente per rappresentare il loro paese all'Eurovision con Czarna dziewczyna, brano trilingue cantato in polacco, russo (la lingua madre del cantante Ivan Komarenko) e ucraino. Nella semifinale dell'Eurovision Song Contest 2005, che si è tenuta il successivo 19 maggio a Kiev, si sono piazzati all'11º posto su 24 partecipanti con 81 punti totalizzati, mancando la finale per soli 4 punti.
Il gruppo si è sciolto a febbraio 2007 in seguito a delle incomprensioni fra il cantante e i musicisti. Ivan è stato sostituito dalla cantante Joanna "Aisha" Czarnecka, formando quindi gli Aisha & Delfin.

## Formazione
- Ivan Komarenko - voce
- Łukasz Lazer - chitarra
- Wojciech Olszewski - chitarra, pianoforte

## Discografia

### Album
- 2004 - Ivan i Delfin (ristampato nel 2005 come Czarne oczy)
- 2006 - Dwa żywioły

### EP
- 2004 - Jej czarne oczy - największy hit sezonu

### Singoli
- 2003 - Matczyna pieśń na dobranoc
- 2004 - Sto lat (niech żyje miłość)
- 2004 - Moje miasto
- 2005 - Czarna dziewczyna
- 2006 - Bara ba...